# Деві Руф
Де́ві Руф (нід. Davy Roef, нар. 6 лютого 1994, Румст) — бельгійський футболіст, воротар клубу «Гент».

## Клубна кар'єра
Народився 6 лютого 1994 року в місті Румст. Вихованець футбольної школи клубу «Андерлехт». З 2012 року почав включатися до заявки головної команди клубу, проте зазвичай як дублер багаторічного основного голкіпера команди Сільвіо Прото. 2013 року у складі моложіжної команди клубу став переможцем тогорічного Турніра Віареджо і був визнаний його найкращим голкіпером. Утім в основній команді рідного клубу отримував небагато ігрового часу і 2017 року був відданий в оренду спочатку до іспанського «Депортіво», а згодом до команди «Васланд-Беверен».
Повернувшись з оренди до «Андерлехта», в сезоні 2019/20 знову не зміг стати його основним воротарем і по його завершенні перейшов до «Гента».

## Виступи за збірну
2010 року дебютував у складі юнацької збірної Бельгії (U-16), загалом на юнацькому рівні взяв участь у 3 іграх.
Протягом 2014–2016 років залучався до складу молодіжної збірної Бельгії. На молодіжному рівні зіграв у 9 офіційних матчах.
2018 року був уперше викликаний до національної збірної Бельгії, у складі якої, утім, так і не дебютував.

## Титули і досягнення
- Чемпіон Бельгії (2):

«Андерлехт»: 2012/13, 2013/14
- Володар Суперкубка Бельгії (4):

«Андерлехт»: 2012, 2013, 2014, 2017
- Володар Кубка Бельгії (1):

«Гент»: 2021/22